# Pseudococcus
Genre
Pseudococcus est un genre d'insectes hémiptères de la superfamille des Coccoidea, parasites des plantes.

## Liste d'espèces présentes en Europe
Selon Fauna Europaea (12 mars 2014)
- Pseudococcus agropyri
- Pseudococcus aridorum
- Pseudococcus brevicornis
- Pseudococcus calceolariae
- Pseudococcus carthami
- Pseudococcus cimensis
- Pseudococcus comstocki
- Pseudococcus farnesianae
- Pseudococcus gouxi
- Pseudococcus graminivorus
- Pseudococcus importatus
- Pseudococcus kawecki
- Pseudococcus kosztarabi
- Pseudococcus kozari
- Pseudococcus longipes
- Pseudococcus longispinus
- Pseudococcus maritimus
- Pseudococcus microcirculus
- Pseudococcus microosteoli
- Pseudococcus moldavicus
- Pseudococcus multiporus
- Pseudococcus nakaharai
- Pseudococcus notabilis
- Pseudococcus savescui
- Pseudococcus theobromae
- Pseudococcus tirolensis
- Pseudococcus transylvanicus
- Pseudococcus viburni
- Pseudococcus zahradniki